# Aeroporto de Assis
O Aeroporto Estadual de Assis / Marcelo Pires Holzhausen é um aeroporto brasileiro instalado na cidade de Assis, construído nos anos 60, hoje administrado pelo Consórcio de Aeroportos Paulista (ASP)gerida pela empresa SOCICAM (, sendo na realidade o segundo aeroporto da cidade. Atualmente não possui voos regulares de companhias aéreas, é usado pelo aeroclube da cidade e atende à aviação geral.
O aeroporto já operou com voos comerciais por agências de turismo, na época, quatro aviões de grande porte saíram do local no mesmo dia para diferentes destinos do Brasil. Em 2013 o vereador do município se reuniu com o presidente da administradora do aeroporto (DAESP) com o objetivo de trazer melhorias ao aeroporto, para poder colocar novamente uma companhia aérea e aeroporto voltar a operar novamente com voos comerciais.

## Aeroporto Estadual de Assis / Marcelo Pires Holzhausen
SNAX/AIF

### Características
- Latitude: 22º 38’ 24’ S - Longitude: 050º 27’ 11’’ W
- Indicação ICAO: SNAX - Horário de Funcionamento: H24O/R
- Código de Pista: 2 - Tipo de Operação:  VFR diurno/noturno
- Altitude: 564m/1.850 ft - Área Patrimonial (ha): 109
- Temp. Média: 32,7 °C - Categoria Contra Incêndio disponível: 4
- Distância da Capital (km) - Aérea: 406 Rodoviária: 455
- Distância até o Centro da Cidade: 7 km

### Movimento
- Dimensões (m): 1.700 x 30
- Designação da cabeceira: 12 - 30 - Cabeceira Predominante: 30
- Tipo de Piso: asfalto - Resistência do Piso (PCN): 25/F/C/Y/U
- Declividade máxima: 0,74% - Declividade Efetiva: 0,74%

### Instalações
- Terminal de Passageiros (m²): 290

### Auxílios operacionais
- NDB: 275 - Sinais de Eixo de Pista - Biruta - Luzes de Pista -
- Sinais de Cabeceira de Pista - Sinais Indicadores de Pista -
- Sinais de Guia de Táxi - Luzes de Táxi - Luzes de Cabeceira -
- Luzes de Obstáculos - Iluminação de Pátio - Farol Rotativo
- EPTA / Estação Meteorológica - Sala AIS: (18) 3322-5941
- Freq. do Rádio: 130,20 - Circuito de Tráfego Aéreo: Padrão